# Campionat de Suècia de trial femení
El Campionat de Suècia de trial femení, regulat per la federació sueca de motociclisme, SVEMO (Svenska Motorcykel- och Snöskoterförbundet), és la màxima competició de trial en categoria femenina que es disputa a Suècia.

## Llista de guanyadores
A 10 de desembre de 2024
| Temporada                | Campiona         | Motocicleta |
| ------------------------ | ---------------- | ----------- |
| 2004                     | Martina Hansson  | Gas Gas     |
| 2005                     | Martina Hansson  | Gas Gas     |
| 2006                     | Martina Hansson  | Gas Gas     |
| 2007                     | Malin Johansson  | Beta        |
| 2008                     | Sandra Dalhström | Beta        |
| 2009                     | Melina Larsson   | Gas Gas     |
| 2010                     | Sofia Henriksson | Gas Gas     |
| 2011                     | Sofia Henriksson | Gas Gas     |
| 2012                     | Sofia Henriksson | Gas Gas     |
| 2013                     | Sofia Henriksson | ?           |
| 2014                     | Ingveig Håkonsen | Beta        |
| 2015                     | Linnea Björkdahl | Beta        |
| 2016                     | Linnea Björkdahl | Beta        |
| 2017                     | Julia Ross       | Beta        |
| 2018 - 2021: No disputat |                  |             |
| 2022                     | Moa Artursson    | TRRS        |
| 2023                     | Moa Artursson    | TRRS        |
| 2024                     | Moa Artursson    | TRRS        |

## Estadístiques

### Campiones amb més de 3 títols
A 10 de desembre de 2024
| Pilot            | Títols |
| ---------------- | ------ |
| Sofia Henriksson | 4      |